# Comarca de Ribas do Rio Pardo
A Comarca de Ribas do Rio Pardo é uma comarca brasileira localizada no município de Ribas do Rio Pardo, no estado de Mato Grosso do Sul, a 90 quilômetros da capital.

## Generalidades
Sendo uma comarca de primeira entrância, tem uma superfície total de 17.308,7 km², o que totaliza aproximadamente 5% da superfície total do estado. A povoação total da comarca é de 20,9 mil habitantes, aproximadamente 1% do total da povoação estadual, e a densidade de povoação é de 1,21 habitantes por km².
A comarca inclui o município de Ribas do Rio Pardo. Limita-se com as comarcas de Bandeirantes, Camapuã, Água Clara, Brasilândia, Bataguassu, Nova Andradina, Rio Brilhante e Nova Alvorada do Sul.
Economicamente possui PIB de R$ 471 173 000,00 e PIB per capita R$ 22 472,14